# Івенешть (Васлуй)
Івенешть, Івенешті (рум. Ivănești) — село у повіті Васлуй в Румунії. Адміністративний центр комуни Івенешть.
Село розташоване на відстані 266 км на північний схід від Бухареста, 20 км на захід від Васлуя, 58 км на південь від Ясс, 141 км на північ від Галаца.

## Населення
За даними перепису населення 2002 року у селі проживали 1423 особи, усі — румуни. Усі жителі села рідною мовою назвали румунську.